# Otovice zastávka
Otovice zastávka – przystanek kolejowy na sieci zarządcy Správa železnic, położony w miejscowości Otovice, w kraju hradeckim, w Czechach. Stanowi końcowy punkt nieczynnego odcinka linii kolejowej nr 026 z Týniště nad Orlicí. Administracyjnie, obiekt podlega Regionalnej Dyrekcji SŽDC (cz. Oblastního ředitelství) w Hradec Králové.
Od 1953 r. przystanek stanowi zakończenie przerwanej transgranicznej linii kolejowej z Mezimesti do Ścinawki Średniej, funkcjonującej od 1889 r.
Przystanek jest położony na wysokości 365 m n.p.m.

## Historia
Przystanek pierwotnie nosił nazwę Otovice kostel (w epoce austro-węgierskiej i podczas okupacji niemieckiej Ottendorf Kirche). Przed II wojną światową prowadzono na nim sprzedaż biletów. Po II wojnie światowej wstrzymano kursowanie pociągów pasażerskich przez granicę. Od zamknięcia granicy w 1953 r. przystanek stanowi punkt końcowy linii po stronie czeskiej.
Już w 1992 roku istniały plany likwidacji połączeń kolejowych między Broumovem a Otovicami. Liczba kursów z biegiem czasu była systematycznie zmniejszana. Z dniem 11 grudnia 2005 r. České dráhy zawiesiły kursowanie wszystkich pociągów (pasażerskich wagonów motorowych) do przystanku Otovice. Przyczyną była odmowa dalszego finansowania przewozów przez władze kraju hradeckiego.

## Linie kolejowe
- Linia kolejowa Týniště na Orlicí – Otovice zastávka